# Telgawah
Telgawah is een bestuurslaag in het regentschap Rembang van de provincie Midden-Java, Indonesië. Telgawah telt 499 inwoners (volkstelling 2010).